# 51e cérémonie des NAACP Image Awards
La 51e cérémonie des NAACP Image Awards, organisée par National Association for the Advancement of Colored People, a lieu le 22 février 2020. Cette cérémonie consacrée à l'année 2019, récompense chaque année, depuis 1967, les meilleurs films, musiques, livres, émissions et les meilleurs professionnels de la communauté afro-américaine.
Elle a été diffusée pour la première fois sur BET et diffusée simultanément sur plusieurs de ses réseaux sœurs ViacomCBS.

## Performances
Jill Scott est montée sur scène avec une performance électrique de «Do You Remember» et «Is It The Way» et Skip Marley (en) s'est joint à H.E.R. pour un duo de «Slide», «Slow Down» et «Turn THe Lights Down Low».

## Présentateurs et invités
Pour la septième année consécutive, c’est l’acteur et producteur Anthony Anderson qui assure le rôle d'hôte de la cérémonie.
- Alicia Keys
- Brie Larson
- Chloe Bailey
- Deon Cole
- Elaine Welteroth
- Harold Perrineau
- Janelle Monae
- Lena Waithe
- Leslie Odom Jr.
- Logan Browning
- Luka Sabbat
- Lynn Whitfield
- Octavia Spencer
- Robin Thede (en)
- Shahadi Wright Joseph (en)
- Sterling K. Brown
- Tamron Hall (en)
- Tichina Arnold
- Tiffany Haddish
- Winston Duke
- Yara Shahidi
- Yvette Nicole Brown

## Palmarès
Les lauréats seront indiqués ci-dessous dans chaque catégorie et en caractères gras.

### Cinéma

#### Meilleur film(en)(Outstanding Motion Picture)
- La Voie de la justice (Just Mercy)
- Dolemite Is My Name
- Harriet
- Queen and Slim
- Us

#### Meilleur réalisateur dans un film(en)(Outstanding Directing in a Motion Picture)
- Chiwetel Ejiofor – Le Garçon qui dompta le vent
- Mati Diop – Atlantique
- Reginald Hudlin – The Black Godfather (en)
- Kasi Lemmons – Harriet
- Jordan Peele – Us

#### Meilleur scénariste dans un film(en)(Outstanding Writing in a Motion Picture)
- Jordan Peele – Us
- Doug Atchison (en) – Brian Banks (en)
- Chinonye Chukwu – Clemency
- Destin Daniel Cretton – La Voie de la justice (Just Mercy)
- Kasi Lemmons – Harriet

#### Meilleur acteur dans un film(en)(Outstanding Actor in a Motion Picture)
- Michael B. Jordan – La Voie de la justice (Just Mercy)
- Chadwick Boseman – Manhattan Lockdown (21 Bridges)
- Winston Duke – Us
- Daniel Kaluuya – Queen and Slim
- Eddie Murphy – Dolemite Is My Name

#### Meilleure actrice dans un film(en)(Outstanding Actress in a Motion Picture)
- Lupita Nyong'o – Us
  - Cynthia Erivo – Harriet
  - Naomie Harris – Black and Blue
  - Jodie Turner-Smith – Queen and Slim
  - Alfre Woodard – Clemency

#### Meilleur second rôle masculin dans un film(en)(Outstanding Supporting Actor in a Motion Picture)
- Jamie Foxx – La Voie de la justice (Just Mercy)
  - Sterling K. Brown – Waves
  - Tituss Burgess – Dolemite Is My Name
  - Leslie Odom Jr. – Harriet
  - Wesley Snipes – Dolemite Is My Name

#### Meilleur second rôle féminin dans un film(en)(Outstanding Supporting Actress in a Motion Picture)
- Marsai Martin – Little
- Jennifer Lopez – Queens (Hustlers)
- Janelle Monáe – Harriet
- Da'Vine Joy Randolph – Dolemite Is My Name
- Octavia Spencer – Luce

#### Meilleur film indépendant(en)(Outstanding Independent Motion Picture)
- Dolemite Is My Name
- Clemency
- Luce
- Queen and Slim
- Le Garçon qui dompta le vent

#### Meilleure révélation dans un film(Outstanding Breakthrough Performance in a Motion Picture)
- Marsai Martin – Little
- Cynthia Erivo – Harriet
- Shahadi Wright Joseph – Us
- Rob Morgan – La Voie de la justice
- Jodie Turner-Smith – Queen and Slim

#### Meilleure distribution dans un film(Outstanding Ensemble Cast in a Motion Picture)
- La Voie de la justice (Just Mercy)
- Dolemite Is My Name
- Harriet
- Queen and Slim
- Us

### Télévision

#### Meilleur programme pour enfants(Outstanding Children's Program)
- Bienvenue chez Mamilia
- Docteur La Peluche
- Kevin Hart's Guide to Black History (en)
- Avengers : La Quête de Black Panther
- La Magie de Motown

#### Dramatique

##### Meilleure série dramatique(en)(Outstanding Drama Series)
- Greenleaf
- Godfather of Harlem
- Queen Sugar (en)
- The Chi
- Watchmen

##### Meilleur acteur dans une série dramatique(en)(Outstanding Actor in a Drama Series)
- Omari Hardwick – Power
- Sterling K. Brown – This Is Us
- Billy Porter – Pose
- Kofi Siriboe – Queen Sugar (en)
- Forest Whitaker – Godfather of Harlem

##### Meilleure actrice dans une série dramatique(en)(Outstanding Actress in a Drama Series)
- Angela Bassett – 9-1-1
- Viola Davis – Murder
- Regina King – Watchmen
- Simone Missick – All Rise
- Rutina Wesley – Queen Sugar (en)

##### Meilleur second rôle masculin dans une série dramatique(Outstanding Supporting Actor in a Drama Series)
- Harold Perrineau – Claws
- Giancarlo Esposito – Godfather of Harlem
- Delroy Lindo – The Good Fight
- Wendell Pierce – Jack Ryan
- Nigél Thatch (en) – Godfather of Harlem

##### Meilleur second rôle féminin dans une série dramatique(Outstanding Supporting Actress in a Drama Series)
- Lynn Whitfield – Greenleaf
- Tina Lifford (en) – Queen Sugar (en)
- CCH Pounder – NCIS : Nouvelle-Orléans
- Lyric Ross – This Is Us
- Susan Kelechi Watson – This Is Us

#### Comique

##### Meilleure série comique(en)(Outstanding Comedy Series)
- Black-ish
- Ballers
- Dear White People
- Grown-ish
- The Neighborhood

##### Meilleur acteur dans une série comique(en)(Outstanding Actor in a Comedy Series)
- Anthony Anderson – Black-ish
- Cedric the Entertainer – The Neighborhood
- Don Cheadle – Black Monday
- Dwayne Johnson – Ballers
- Tracy Morgan – The Last O.G. (en)

##### Meilleure actrice dans une série comique(en)(Outstanding Actress in a Comedy Series)
- Tracee Ellis Ross – Black-ish
- Logan Browning – Dear White People
- Tiffany Haddish – The Last O.G. (en)
- Jill Scott – First Wives Club (en)
- Yara Shahidi – Grown-ish

##### Meilleur second rôle masculin dans une série comique(Outstanding Supporting Actor in a Comedy Series)
- Deon Cole – Black-ish
- Andre Braugher – Brooklyn Nine-Nine
- Tituss Burgess – Unbreakable Kimmy Schmidt
- Terry Crews – Brooklyn Nine-Nine
- Laurence Fishburne – Black-ish

##### Meilleur second rôle féminin dans une série comique(Outstanding Supporting Actress in a Comedy Series)
- Marsai Martin – Black-ish
- Tichina Arnold – The Neighborhood
- Halle Bailey – Grown-ish
- Loretta Devine – Bienvenue chez Mamilia (Family Reunion)
- Regina Hall – Black Monday

##### Meilleur(e) acteur/actrice invité(e) dans une série télévisée(Outstanding Guest Actor or Actress in a Television Series)
- Kelly Rowland – American Soul (en)
- David Alan Grier – Queen Sugar (en)
- Sanaa Lathan – The Affair
- Major (en) – Star
- Blair Underwood – Dear White People

#### Téléfilm et mini-série

##### Meilleur téléfilm ou mini-série(Outstanding Television Movie, Limited-Series or Dramatic Special)
- Dans leur regard (When They See Us)
- American Son
- Being Mary Jane
- Native Son
- True Detective

##### Meilleure performance d'un jeune dans un téléfilm ou une mini-série(Outstanding Performance by a Youth in a Television Movie, Mini-Series or Dramatic Special)
- Marsai Martin – Black-ish
- Miles Brown (en) – Black-ish
- Lonnie Chavis – This Is Us
- Caleel Harris (en) – Dans leur regard (When They See Us)
- Lyric Ross – This Is Us

##### Meilleure actrice dans un téléfilm ou une mini-série(Outstanding Actress in a Television Movie, Mini-Series or Dramatic Special)
- Niecy Nash – Dans leur regard (When They See Us)
- Aunjanue Ellis – Dans leur regard (When They See Us)
- Octavia Spencer – Truth Be Told : Le Poison de la vérité
- Gabrielle Union – Being Mary Jane
- Kerry Washington – American Son

##### Meilleur acteur dans un téléfilm ou une mini-série(Outstanding Actor in a Television Movie, Mini-Series or Dramatic Special)
- Jharrel Jerome – Dans leur regard (When They See Us)
- Mahershala Ali – True Detective
- Idris Elba – Luther
- Caleel Harris – Dans leur regard (When They See Us)
- Ethan Henry Herisse – Dans leur regard (When They See Us)

### Prix spéciaux

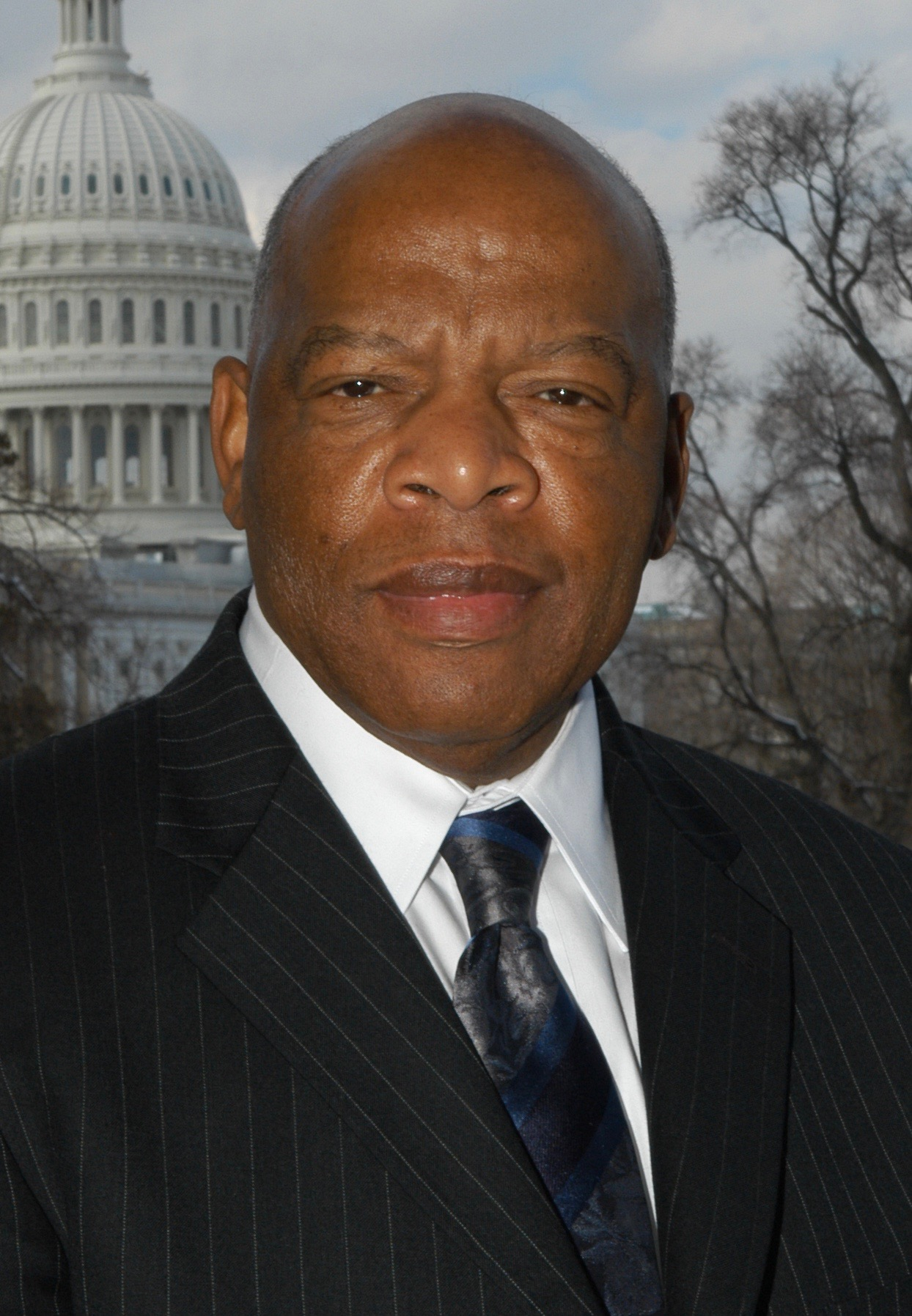
John Lewis reçoit le prix Chairman's Award.

#### Prix du jury(en)(Chairman's Award)
La cérémonie honore John Lewis par le Prix du jury (en) (Chairman's Award). Un prix spécial qui récompense l'engagement d'une personnalité en faveur de la communauté afro-américaine. Parmi les anciens lauréats du prix du président figurent Tyler Perry, Barack Obama, Regina Benjamin, Ruby Dee, The Neville Brothers, Bono, Danny Glover et la récipiendaire de l'année dernière, Maxine Waters. Leon W. Russell, président du conseil, déclare à ce sujet :

« Le membre du Congrès John Lewis est un héros moderne de l'histoire américaine, et nous sommes fiers de lui décerner ce prix", a déclaré le président Leon Russell. «À une époque où nos droits de vote sont attaqués comme jamais auparavant, nous sommes honorés d'élever un héros des droits civiques qui a consacré sa vie à protéger nos droits constitutionnels, à combattre l'injustice et à dire la vérité au pouvoir. »

#### Prix du président(en)(President's Award)

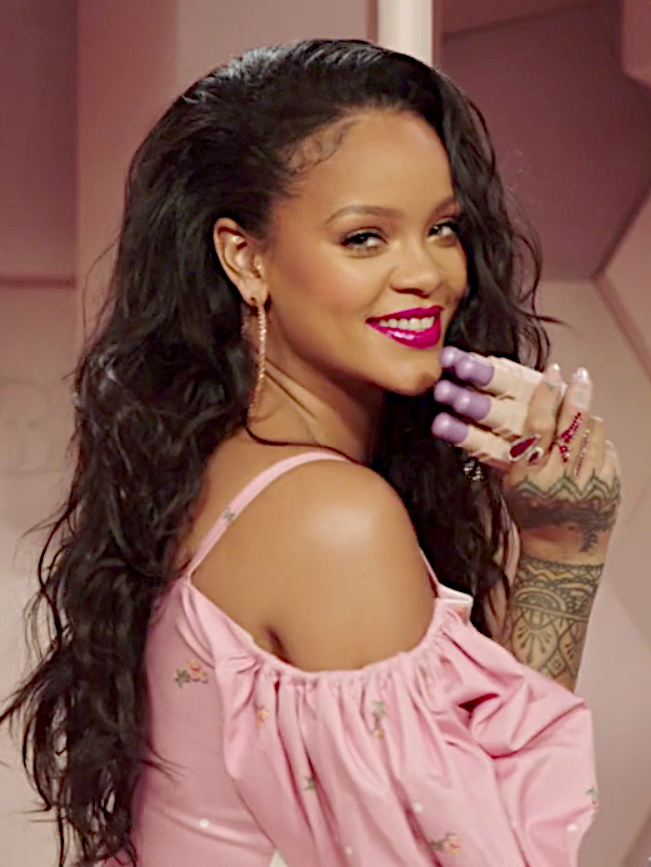
Rihanna reçoit le prix President's Award.

La cérémonie honore également Rihanna par le Prix du président (en) (President's Award). Considérée comme l'une des récompenses les plus prestigieuses de la cérémonie, ce prix honore le travail d'une personnalité dans sa dimension sociale et politique. Parmi les anciens lauréats du prix du président figurent Muhammad Ali, John Legend, Spike Lee, Danny Glover, Jesse Jackson, Lauryn Hill, Colin Powell, Condoleezza Rice et le récipiendaire de l'année dernière, Jay-Z. Le président de la NAACP, Derrick Johnson déclare à ce sujet :

« Rihanna a non seulement connu une carrière révolutionnaire en tant qu'artiste et musicienne, mais s'est également distinguée en tant que fonctionnaire remarquable", a déclaré Derrick Johnson, président et chef de la direction de la NAACP. «De ses réalisations commerciales à travers Fenty, à son formidable bilan en tant que militante et philanthrope, Rihanna incarne le type de caractère, de grâce et de dévouement à la justice que nous cherchons à souligner dans notre Prix du président. »

#### Key of Life Award

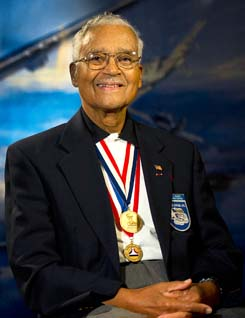
Charles McGee reçoit le prix Key of Life Award.

La cérémonie honore également Charles McGee par le Key of Life Award. Un prix spécial qui récompense pour la deuxième fois depuis sa création en 1992, l'engagement d'une personnalité en faveur de la communauté afro-américaine.
Charles McGee, est l'un des rares aviateurs - les premiers pilotes noirs de l'armée américaine à avoir brisé les barrières pendant la Seconde Guerre mondiale, à un moment où les Lois Jim Crow imposaient la ségrégation raciale.
Il s'est lancé dans une carrière de trente ans dans l'US Air Force et est fier d'être membre des illustres aviateurs de Tuskegee, un groupe pilote militaire afro-américains qui ont combattu pendant la Seconde Guerre mondiale (dans le cadre de la 332d Expeditionary Operations Group (en)). Charles McGee à voler plus de 6300 heures et au cours de trois guerres différentes - la Seconde Guerre mondiale, la Guerre de Corée et la Guerre du Viêt Nam - il a effectué 409 missions de combat aérien, l'un des totaux de combat les plus élevés et le plus long service actif carrière par un pilote de chasse de la force aérienne dans l'histoire.
Pour son service, il a reçu la Legion of Merit, la Distinguished Flying Cross, la Air Medal, la Commendation Medal avec Feuille de chêne ainsi que la Bronze Star et la Médaille d'or du Congrès, parmi de nombreux autres honneurs militaires.
En 1972, il est nommé commandant de la base aérienne Richard-Gebaur dans le Missouri, devenant ainsi le premier commandant afro-américain d'une escadre de l'US Air Force. En 2011, il a été intronisé au National Aviation Hall of Fame et le 4 Février 2020, a été promu de colonel à brigadier général.
Parmi les anciens lauréats du prix du président figure Arsenio Hall en 1992.

#### Artiste de l'année(en)(Entertainer of the Year)
- Lizzo
- Angela Bassett
- Billy Porter
- Regina King
- Tyler Perry